# Handan
Handan (en chino, 邯郸; pinyin, Hándān (escuchar)ⓘ) es una ciudad-prefectura en la provincia de Hebei, al este de la República Popular China. Situada al extremo sur de la provincia, es un importante nudo de comunicaciones en el eje norte-sur de China así como el centro de un extenso distrito minero (carbón y hierro). Su área es de 12 065 km² y su población total para 2010 superó los 9 millones de habitantes. 

## Administración
La ciudad-prefectura de Handan se divide en 19 localidades que se administran en 4 distritos urbanos, 1 ciudad suburbana y 14 condados rurales:
- Distrito Congtai (丛台区)
- Distrito Hanshan (邯山区)
- Distrito Fuxing (复兴区)
- Distrito Fengfeng  (峰峰矿区)
- Ciudad Wu'an (武安市)
- Condado Handan (邯郸县)
- Condado Linzhang (临漳县)
- Condado Cheng'an (成安县)
- Condado Daming (大名县)
- Condado She (涉县)
- Condado Ci (磁县)
- Condado Feixiang (肥乡县)
- Condado Yongnian (永年县)
- Condado Qiu (邱县)
- Condado Jize (鸡泽县)
- Condado Guangping (广平县)
- Condado Guantao (馆陶县)
- Condado Wei (魏县)
- Condado Quzhou (曲周县)

## Toponimia
El topónimo Handan [/Jan-Dan/] escrito en chino 邯郸, ha permanecido inalterado durante más de 3000 años. El nombre apareció por primera vez durante el reinado de Di Xin, en los Anales de Bambú
Un diccionario de la dinastía Tang explicó que "Han" (邯) es el nombre de una montaña cercana (Hanshan), y "Dan" (单) significa "el término de una montaña" con un radical añadido (阝) que denota una ciudad. Juntos, "Handan" significa "la ciudad en el término del Monte Han". Esta explicación ha sido ampliamente aceptada hasta los descubrimientos de escritos de jade en Shanxi en 1965, donde el "Dan" en Handan se escribía "丹" y significa rojo. Esto luego llevó a otra explicación de que Handan se llamó así porque el Monte Han parecía de color púrpura rojizo.

## Historia
Es una antigua ciudad con miles de años de historia, heredando un rico patrimonio cultural. Handan fue la capital del Estado Zhao durante el periodo de los Reinos Combatientes (475–221 a. C.),después fue trasladada al hoy condado zhogmu de la ciudad Zhengzhou. La ciudad fue conquistada por el Estado Qin,después de la conexión virtual de Zhao por Qin.

## Geografía y clima
Handan se encuentra en los pies al este de las Montañas Taihang y goza de un clima monzónico continental y cuenta con cuatro estaciones diferenciadas. Es seca y ventosa en primavera y cálida y lluviosa en verano. El clima es templado y frío en el otoño y muy frío en invierno. La temperatura promedio al año es 13C. Enero es el mes más frío y julio el más caliente. 
| Parámetros climáticos promedio de Handan (1981–2010) | Parámetros climáticos promedio de Handan (1981–2010) | Parámetros climáticos promedio de Handan (1981–2010) | Parámetros climáticos promedio de Handan (1981–2010) | Parámetros climáticos promedio de Handan (1981–2010) | Parámetros climáticos promedio de Handan (1981–2010) | Parámetros climáticos promedio de Handan (1981–2010) | Parámetros climáticos promedio de Handan (1981–2010) | Parámetros climáticos promedio de Handan (1981–2010) | Parámetros climáticos promedio de Handan (1981–2010) | Parámetros climáticos promedio de Handan (1981–2010) | Parámetros climáticos promedio de Handan (1981–2010) | Parámetros climáticos promedio de Handan (1981–2010) | Parámetros climáticos promedio de Handan (1981–2010) |
| Mes                                                  | Ene.                                                 | Feb.                                                 | Mar.                                                 | Abr.                                                 | May.                                                 | Jun.                                                 | Jul.                                                 | Ago.                                                 | Sep.                                                 | Oct.                                                 | Nov.                                                 | Dic.                                                 | Anual                                                |
| ---------------------------------------------------- | ---------------------------------------------------- | ---------------------------------------------------- | ---------------------------------------------------- | ---------------------------------------------------- | ---------------------------------------------------- | ---------------------------------------------------- | ---------------------------------------------------- | ---------------------------------------------------- | ---------------------------------------------------- | ---------------------------------------------------- | ---------------------------------------------------- | ---------------------------------------------------- | ---------------------------------------------------- |
| Temp. máx. abs. (°C)                                 | 19.7                                                 | 25.3                                                 | 31.7                                                 | 37.9                                                 | 40.0                                                 | 43.6                                                 | 42.0                                                 | 37.2                                                 | 40.1                                                 | 33.5                                                 | 28.6                                                 | 28.4                                                 | '                                                    |
| Temp. máx. media (°C)                                | 4.1                                                  | 8.2                                                  | 14.3                                                 | 22.0                                                 | 27.3                                                 | 32.1                                                 | 32.1                                                 | 30.6                                                 | 27.0                                                 | 21.4                                                 | 12.8                                                 | 6.0                                                  | 19.8                                                 |
| Temp. media (°C)                                     | −0.9                                                 | 2.7                                                  | 8.5                                                  | 15.8                                                 | 21.4                                                 | 26.2                                                 | 27.3                                                 | 26.0                                                 | 21.5                                                 | 15.3                                                 | 7.0                                                  | 1.0                                                  | 14.3                                                 |
| Temp. mín. media (°C)                                | −4.8                                                 | −1.7                                                 | 3.5                                                  | 10.3                                                 | 15.7                                                 | 20.7                                                 | 23.2                                                 | 22.1                                                 | 17.0                                                 | 10.5                                                 | 2.6                                                  | −2.8                                                 | 9.7                                                  |
| Temp. mín. abs. (°C)                                 | -15.0                                                | −14.4                                                | −6.1                                                 | 0.0                                                  | 7.7                                                  | 11.5                                                 | 16.5                                                 | 13.7                                                 | 5.4                                                  | -1.0                                                 | −11.4                                                | −12.7                                                | '                                                    |
| Precipitación total (mm)                             | 3.1                                                  | 6.3                                                  | 13.4                                                 | 19.2                                                 | 44.2                                                 | 49.1                                                 | 133.8                                                | 138.1                                                | 50.0                                                 | 29.7                                                 | 11.8                                                 | 3.1                                                  | 501.8                                                |
| Humedad relativa (%)                                 | 57                                                   | 54                                                   | 53                                                   | 54                                                   | 59                                                   | 58                                                   | 74                                                   | 76                                                   | 71                                                   | 65                                                   | 64                                                   | 61                                                   | 62.2                                                 |
| Fuente: China Meteorological Administration          |                                                      |                                                      |                                                      |                                                      |                                                      |                                                      |                                                      |                                                      |                                                      |                                                      |                                                      |                                                      |                                                      |

## Ciudades hermanadas
- Krivói Rog